# Adolf Schimmelpfeng
Adolf Heinrich Schimmelpfeng (* 15. Juli 1837 in Hersfeld; † 7. Februar 1923 in Potsdam) war ein deutscher Jurist und kurhessischer Politiker und Minister. 

## Leben
Adolf Schimmelpfeng wurde als Sohn des Bürgermeisters Konrad Barthold Schimmelpfeng (1801–1869) und dessen Ehefrau Luise Amalie Bastian (1809–1879) geboren.
Er absolvierte ein Studium der Rechtswissenschaften, war von 1860 an als Sekretär bei der kurhessischen Landtagskommission tätig und schrieb für die Casseler Zeitung. Er engagierte sich politisch und schloss sich der von Wilhelm Hopf gegründeten Rechtspartei an. Diese wandte sich gegen die Annexion des Landes Hessen durch Preußen und wollte die Eigenstaatlichkeit des Kurfürstentums Hessen-Kassel wiederherstellen. Schimmelpfeng wurde wegen seiner Aktivitäten vom Dienst suspendiert. Nach der Gefangennahme des Kurfürsten Friedrich Wilhelm I. von Hessen stellte er sich dem kurhessischen Außenminister Alexander von Baumbach zur Verfügung, der von der Bundesversammlung als Bundeskommissar für Kurhessen eingesetzt worden war. Nach der Auflösung des Gremiums am 24. August 1866 kehrte er in die Dienste des Kurfürsten, der aus der Gefangenschaft entlassen worden war, zurück und begleitete ihn auf dessen Weg ins Exil im Schloss Horowitz in Prag. Bei dieser Flucht rettete er in einem Planwagen, als Bauer verkleidet, die Kurfürstlich-Hessischen Kabinettsakten und Teile des kurfürstlichen Vermögens. Im Prager Exil betätigte er sich als Justitiar und Syndikus und kam 1877 nach Berlin in die von seinem Bruder Wilhelm Schimmelpfeng im Jahre 1872 gegründete Wirtschaftsauskunftei. Dieses Unternehmen wurde von den beiden Gebrüdern und deren Kinder zu Weltruhm geführt.
Neben seiner unternehmerischen Betätigung war er politisch aktiv in der Hessischen Rechtspartei sowie in der Deutschen Rechtspartei.

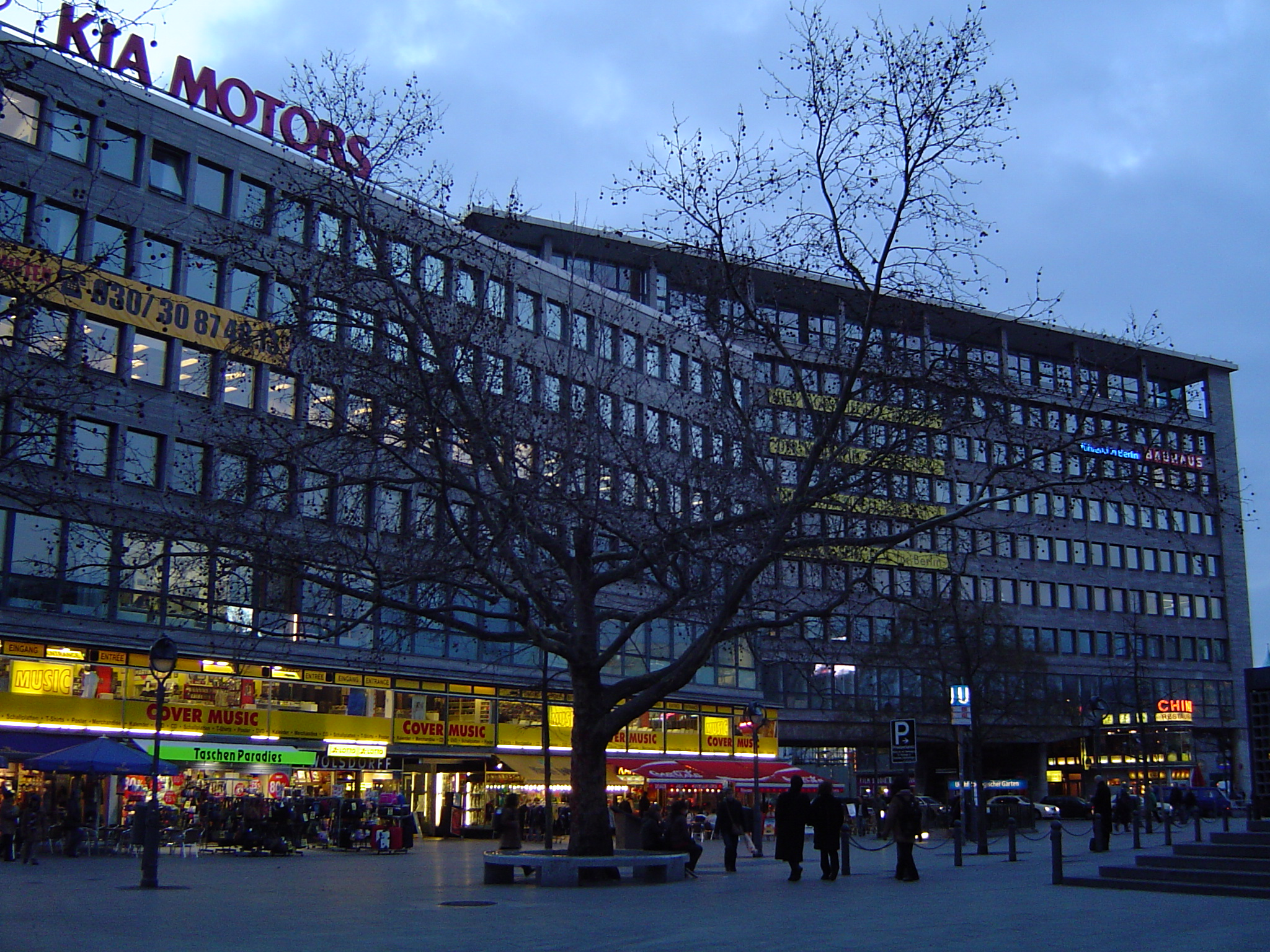
Schimmelpfeng-Haus in Berlin-Charlottenburg

Im Schimmelpfeng-Haus, 1950 in Charlottenburg errichtet, hatte die Schimmelpfeng GmbH ihren Geschäftssitz.

### Familie
Am 29. Mai 1865 heiratete er in Kassel Albertine Gundelach (1842–1896). Aus der Ehe sind die Kinder Kurt (1867–1925, Rechtsanwalt in der Auskunftei), Wilhelm (* 1868), Adolf (* 1871), Friedrich Wilhelm (1872–1901, Arzt) und Marie (* 1882) hervorgegangen.